# Тоба-ком
Тоба-ком (Chaco Sur, Emok-Lik, Namqom, Qom, Takshika, Toba, Toba Qom, Toba Sur) — один из находящихся под угрозой исчезновения языков гуайкуру, на котором говорит народ тоба, проживающий в городе Ла-Плата провинции Буэнос-Айрес; в городе Росарио провинции Санта-Фе; в городах Мисьон-Лайши, Сан-Карлос, Эль-Колорадо и других провинции Формоса; в городах Бермехито, Кастельи, Ла-Леонеса, Лас-Пальмас, Мирафлорес, Пампа-дель-Индио, Псия-Рока, Ресистенсия, Сан-Мартин, Саэнс-Пенья, Трес-Ислетас, Фонтана провинции Чако в Аргентине, на левом берегу реки Пилькомайо (между городом и границей с Парагваем) департамента Тариха, а также в городах Найньек, Сан-Хосе, Серрито-Рио, Серрито-Росарино, Серрито-Серритеньо департамента Пресиденте-Аес; в городах Бокерон-Арасапети и Урукуй-Лас-Пальмас департамента Сан-Педро в Парагвае. Язык отличается от языка тоба-пилага и парагвайского тоба-маской. Имеет северный и южный диалекты.